# Аарон Десснер
Аарон Десснер (англ. Aaron Dessner; нар. 23 квітня 1976) — американський співак, композитор та продюсер, учасник гуртів The National і Big Red Machine та двократний лауреат премії Ґреммі.

## Біографія
Аарон Десснер народився 23 квітня 1976 року в місті Цинциннаті штату Огайо. У 1999 році разом з Меттом Бернінгеном та братами Девендорфами заснував гурт The National. У 2001 році гурт видав свій дебютний альбом The National на власному лейблі Brassland Records. Під час запису Sad Songs for Dirty Lovers (2003) до колективу приєднався його брат Брайс Десснер. У 2005 році The National підписали контракт з Beggars Banquet Records та записали свій третій альбом, комерційно і критично успішний Alligator. Наступні дві платівки, Boxer (2007) та High Violet (2010), принесли колективові світову славу. Шостий альбом The National, Trouble Will Find Me (2013), було номіновано на премію Ґреммі за найкращий альтернативний альбом у 2014 році.

## Дискографія

#### The National
- The National (2001)
- Sad Songs for Dirty Lovers (2003)
- Alligator (2005)
- Boxer (2007)
- High Violet (2010)
- Trouble Will Find Me (2013)
- Sleep Well Beast (2017)
- I Am Easy to Find (2019)
- First Two Pages of Frankenstein (2023)
- Laugh Track (2023)

#### Big Red Machine
- Big Red Machine (2018)
- How Long Do You Think It's Gonna Last? (2021)

#### З Тейлор Свіфт (продюсер)
- Folklore (2020)
- Evermore (2020)